# Battaglia di Arlon (1794)
Il nome battaglia di Arlon del 1794 indica due distinti episodi delle guerre rivoluzionarie francesi, uno avvenuto nel mese di aprile e l'altro a maggio del 1794, presso la roccaforte di Arlon (dove si era combattuto anche l'anno precedente). Entrambi gli episodi opposero l'armata del generale francese Jean-Baptiste Jourdan a quella del generale austriaco Jean-Pierre de Beaulieu.